# 2012年1月中國大陸

## 1月30日
- 北京否认实行买菜刀实名制。有市民买菜刀忘带身份证欲以登记身份证号代替出示身份证遭商场拒绝，商场称公安两天一检查。[1]

## 1月23日
- 中国迎来第99个春节（正月初一）。[2]

## 1月22日
- 日本众院两名议员打扮成渔民偷偷接近钓鱼岛[3]。
- 费列罗巧克力频现“活蛆虫” 企业屡推责任[4]。

## 1月21日
- 香港将遣返闯关内地孕妇，曾现袭击工作人员事件[5]。
- 郭台铭误称员工为“动物” 富士康发声明致歉[6]。

## 1月19日
- 珠海“黑心”幼儿园长受审，克扣孩子伙食费90万[7]。
- 中国提出到2020年实现农村残疾人不愁吃不愁穿[8]。

## 1月18日
- 武汉“毛主义”异议人士李铁被判刑十年，家属称欲找代理被法院告知“没李铁这个人”。德国之声（页面存档备份，存于）
- 浙江亿万女富豪吴英终审获死刑[9]。
- 内地旅游团巴士在香港红磡与九巴相撞，15人受伤[10]。
- 媒体称国民政府抗日期间大中小学学费全免，教育经费仅次于战时军费。南方报业（页面存档备份，存于）
- 广东人大代表建议媒体少报道腐败案，称承受力差[11]。
- 安徽宣芜高速路追尾事故致7人死亡[12]。
- 南宁一失控本田车连撞28路人[13]。
- 广东省委常委、统战部部长周镇宏涉嫌严重违纪被调查[14]。
- 浙江一家八口返乡过年遇车祸7人死[15]。

## 1月17日
- 广东汕头市长谈海门镇事件：部分人非抓不可[16]。
- 杭州火车南站回应“私带乘客上车”事件：临时工所为[17]。
- 孕妇列车上羊水破裂，获众人相助顺利产下女婴[18]。
- 外交部发言人：中国乐见西方国家和缅甸加强接触[19]。

## 1月16日
- 中共江苏省南京市政法委书记刘志伟对《瞭望》杂志表示，彭宇案中彭宇曾承认与徐老太相撞，但笔录丢失。红网
- 媒体引述报告称中国湖泊50年消失243个，长江流域原生鱼类濒危。中国新闻网

## 1月15日
- 广西龙江河池市境内出现镉污染团。镉浓度超标5倍。当地政府直至29日未公布镉污染源。[20]
- 中国商船湄公河遇袭，船员称子弹吐着火舌飞来[21]。
- 腐败国企老总平均贪3300万,光明原老总贪7.9亿[22]。
- 京沪高铁故障数趟列车晚点，旅客听见爆炸声[23]。
- 国务院安委会:今年力争不发生死亡30人以上事故[24]。
- 女子举报职务侵占无果，公安局大院被围殴 [25]。
- 云南省禄劝州马鹿塘乡一精神病患者家中追砍母亲被警方击毙。其母斥责2民警只知站在门口放枪，击中患者头部时，其母称其已经成功夺刀。云南网（页面存档备份，存于）

## 1月14日
- 广西百色市：两大巴车追尾致3死3伤[26]。
- 江西都昌通报婴儿疑食用奶粉死亡事件[27]。
- 浙江温岭殡仪馆火化遗体时发生调包事故[28]。
- “河南路政人员猛扇司机耳光”事件当事人被停职[29]。

## 1月13日
- 尼泊尔扣押的10名中国商人全部获释[30]。
- 圣元公布疑致死奶粉检验报告：产品合格[31]。江西省都昌县人民政府称女婴死于捂热综合症。羊城晚报新京报（页面存档备份，存于）
- 云南泸西煤矿爆炸枪击案黑老大获死刑[32]。

## 1月12日
- 腾讯网编辑赞官媒人民网上市：企业享受免税待遇，四大门户网站不能能领记者证它有121张，人民搜索没有收入也盈利3000多万。腾讯网（页面存档备份，存于）
- 贵州省原政协委员黎庆洪陷“贵州打黑第一案”，开庭第二天驱逐了第四名被告律师。本次被驱逐的律师为全国人大代表，被23名法警驱逐时当庭昏迷。西部网
- 意驻华使馆首次回应橄榄油丑闻，否认劣质油入华[33]。
- 流浪恶魔锤杀7名发廊女，自称"维护社会秩序"[34]。
- 贵州前政协委员涉黑案续：被告称遭刑讯逼供[35]。
- 江苏官员办3张银行卡偷存贿赂金应对贤妻检查[36]。

## 1月11日
- 深圳百余环卫工集结讨要补偿金[37]。

## 1月10日
- 意大利逾万华人将游行抗议暴力活动[38]。
- 深圳官员建议设置生存壁垒迫走外地人[39]。
- 深圳曝史上最牛工资单，处级单位年节日费1800万[40]。
- 深圳警察东莞夜总会外开枪，误杀出租车司机[41]。
- 人民日报评官场酒文化：腐败味乖戾气愚昧态谄谀风[42]。
- 深圳书记：现在的大酒店我这个收入一顿饭都请不起[43]。
- 温州一小学庆元旦活动：小孩淋雨表演,领导安坐伞下[44]。
- 全国冬季运动会短道速滑疑上演“默契赛”提前预定金牌归属。中国青年报（页面存档备份，存于）（参见：小山智丽）

## 1月8日
- 贵毕公路大方段载47人客车坠下路基致4死41伤[45]。

## 1月7日
- 媒体报道菲律宾海军派出其最大的军舰，配备精良，驶进中国南海海域保护天然气。报道称，军舰于去年12月被派出，总统出席下水仪式，菲国媒体曾大幅报道。广州日报（页面存档备份，存于）
- 香港廉政公署出手查深圳龙岗区原副区长钟新明千万贿款[46]。
- 大连一名居委会主任贪污9000余万被判死刑[47]。
- 湖北省十堰市当局回应称“14岁工作”的副市长张慧莉简历无问题，是顶替其父亲职位时其父亲故意报大了2岁。荆楚网
- 山东省济南市邮政局招聘限招本地女生且为乒乓球专业遭质疑。邮政局回应称为了活跃国企的文化生活。楚天都市报（页面存档备份，存于）

## 1月6日
- 中科院、世界自然基金会、国家开发银行联合发布的报告称，长江流域的湖泊面临萎缩消亡的威胁。人民日报
- 中国红十字会总会否认招聘歧视外地人，称根据政策，红十字会“无外地调干进京指标”。新京报（页面存档备份，存于）
- 广东省东莞市总工会常务副主席告诫外来工政协委员（共4名）：提案应少写敏感事件。千龙网（页面存档备份，存于）（参见：申纪兰）
- 京华时报总经理崔斌被免职,被曝收达芬奇家具300万公关费[48]。
- 中纪委：正调查原铁道部部长刘志军案件[49]。
- 南京劫匪开枪打死1名储户抢走30万元现金潜逃[50]。
- 中国货船和缅甸巡逻艇4日在湄公河遭火箭弹袭击[51]。
- 网曝江苏邳州万人长跑，学生统一穿军训单衣公务员获赠穿羽绒服。中国网（页面存档备份，存于）
- 媒体称中国三年前已引入法国PIP致癌隆胸产品，药监局沉默。经济参考报（页面存档备份，存于）

## 1月5日
- 清华大学出土文献研究与保护中心称目前流传了2000多年的《尚书》确系“伪书”，失传了的部分遗篇今日公布。人民日报（页面存档备份，存于）人民日报（页面存档备份，存于）
- 中国红十字会总会首次公选4名官员，应聘者须是北京户口，符合有共产主义远大理想等基本条件（页面存档备份，存于）。人民网（页面存档备份，存于）
- 环保部环境监测司副司长朱建平称PM2.5监测最大问题是差钱，他表示一套设备最贵38万元最便宜的也要8万元。中国之声
- 浙江嘉兴一化工厂发生爆炸事故导致3死4伤[52]。
- 杭州工程车与公交车相撞，石块倾倒进公交车多人受伤[53]。
- 嵩待高速发生一起特大交通事故造成8人死亡[54]。
- 日本富士电视台公布了日本冲绳县石垣市4名议员登上钓鱼岛的画面。议员表示钓鱼岛属于日本石垣市的行政辖区，他们登岛没有任何问题。登岛时，日本海上保安厅巡逻船就在附近，无阻止。凤凰卫视（页面存档备份，存于）环球网（页面存档备份，存于）
- 黑龙江省省会哈尔滨警方称“弃婴遭碾压致死”属谣传，是卫生员误将遭堕胎的6个月胎儿当生活垃圾处理，没有被碾压的痕迹。东北网（页面存档备份，存于）
- 国家AAA级旅游景区、云南省昆明市宜良县岩泉寺一大师逼人烧香：否则我一挥手，你这辈子就完了。媒体称国内部分寺庙被承包，依靠香火获利。中国新闻周刊1（页面存档备份，存于）2
- 山西煤监局晋城市分局科员公务员招考第一名被淘汰。官方回应称不违反规定：“我们不执行招考公告，我们执行的是内部文件。”法治周末

## 1月4日
- 贵州大客车翻车事故已致16人死亡[55]。
- 网易等网站用红色加粗字体头版头条刊登《新华社：党中央2011年治国理政记录（页面存档备份，存于）》
- 外交部否认上海总领馆官员在义乌期间被中方禁止进食和服药以及受到围攻。国际在线（页面存档备份，存于）
- 中国驻印度临时代办还对印度外交部官员保证中国要尽快解决上述问题，并且要关注在中国的印度公民的安全。BBC（页面存档备份，存于）
- 媒体称湖南省临澧县警察乘私家车跨省刑拘，河南女子被错押36天并监视居住近2月。大河报（页面存档备份，存于）（参见：超期羁押）
- 东北种粮农民靠卖粮过日子,为省钱被迫少吃肉[56]。
- 郑州曝离奇土地转让案,警方被指违规插手纠纷[57]。
- 黑油工厂每天勾兑7000斤,涉及金龙等10多个品牌[58]。
- 沪昆高速怀化中方县境内大挂车失控酿惨剧,13人死亡[59]。
- 沪指跌1.37%新年开门绿[60]。
- 东莞一工厂开年大餐惊现死老鼠，工人停工抗议[61]。
- 新生男婴被弃路中遭来往车辆碾压[62]。山东省无棣县一司机撞伤男童怕被发现，将其投井，并向起身的男童掷石致溺亡。齐鲁晚报（页面存档备份，存于）
- 审计署：2010年地方债数千亿资金违规[63]。
- 官方回应龙年邮票“凶神恶煞”：张牙舞爪是一种信心[64]。
- 山西煤监局公务员考试第1名遭淘汰后举报被录用者[65]。
- 秦皇岛南站一妇女携武警强行插队买火车票[66]。

## 1月3日
- 广东省人大代表食猫肉死亡续：镇干部用断肠草投毒[67]。
- 日本海上保安厅发现四名日本石垣市议会议员，先后登上钓鱼岛。环球网（页面存档备份，存于）
- 外交部抗议，称“钓鱼岛及其附属岛屿自古以来就是中国的固有领土，中国对此拥有无可争辩的主权。中国政府捍卫钓鱼岛领土主权的决心是坚定不移的。”人民网（页面存档备份，存于）
- 华人保钓联盟成员今天从香港乘船驶往钓鱼岛被海警拦截，被告知去钓鱼台（钓鱼岛）捕鱼非法。人民网（页面存档备份，存于）
- 广电总局称，今年卫视娱乐节目减少七成，新闻类节目增加了三分之一，过度娱乐化得到遏制。新增的娱乐节目《红星闪闪》体现了文化品位和格调。新华网（页面存档备份，存于）
- 媒体称广东服装外贸行业利润下降至零，部分企业关门。广州日报（页面存档备份，存于）
- 广东食用油抽查：多批次被检出黄曲霉素超标。另外的抽查发现鸡精合格率低。南方日报（页面存档备份，存于）
- 江苏泰州一车发生车祸撞破河堤护栏坠河导致车主溺亡后续：芦苇杆当钢筋筑堤坝。江苏卫视（页面存档备份，存于）

## 1月2日
- 广西省质监局巡视员段一中陷床照风波，照片网络疯传。南方都市报
- 多地开始监测PM2.5，广东省气象局专家吴兑认为治理灰霾需20年。京华时报（页面存档备份，存于）
- 国土资源部：禁止农村地区盲目建高楼。去年9月温家宝曾批评强拆赶农民上楼。中国之声（页面存档备份，存于）
- 北京土地出让金再破千亿元，楼市成交和房价下降。新京报（页面存档备份，存于）
- 中科院院士、中国奥数委员会主席、王元称，按部就班上学考试扼杀好学生。中国青年报（页面存档备份，存于）
- 广东省广州市的增城市2000只鸡发病死亡，排除高致病性禽流感。南方日报（页面存档备份，存于）

## 1月1日
- 河南省安阳市当局回应民众堵门堵路事件，4人遭警方拘留。安阳日报（页面存档备份，存于）
- 甘肃省省会兰州市政府在空气污染达国内标准“中度污染”时组织中小学生参加万人环城跑。羊城晚报（页面存档备份，存于）
- 杨钰莹正式复出受阻，参加跨年晚会审批未通过。半岛晨报（页面存档备份，存于）
- 四川省成都市2名人大代表独立参选人遭绑架，传有着70多名独立参选人的成都市选举无限期推迟。美国之音（页面存档备份，存于）